# Chevillard (Ain)
Pour les articles homonymes, voir Chevillard.
Chevillard est une commune française, située dans le département de l'Ain en région Auvergne-Rhône-Alpes.
Ses habitants s'appellent les « Savorêts ».

## Géographie

### Communes limitrophes
| Maillat   | Saint-Martin-du-Fresne |        |
| Condamine | Chevillard             | Brénod |
|           | Vieu-d'Izenave         |        |

### Climat
Pour des articles plus généraux, voir Climat d'Auvergne-Rhône-Alpes et Climat de l'Ain.
En 2010, le climat de la commune est de type climat de montagne, selon une étude du CNRS s'appuyant sur une série de données couvrant la période 1971-2000. En 2020, Météo-France publie une typologie des climats de la France métropolitaine dans laquelle la commune est exposée à un climat de montagne ou de marges de montagne et est dans la région climatique Jura, caractérisée par une forte pluviométrie en toutes saisons (1 000 à 1 500 mm/an), des hivers rigoureux et un ensoleillement médiocre.
Pour la période 1971-2000, la température annuelle moyenne est de 7,9 °C, avec une amplitude thermique annuelle de 16,4 °C. Le cumul annuel moyen de précipitations est de 1 762 mm, avec 11,6 jours de précipitations en janvier et 9,1 jours en juillet. Pour la période 1991-2020, la température moyenne annuelle observée sur la station météorologique de Météo-France la plus proche, « Vieu », sur la commune de Vieu-d'Izenave à 5 km à vol d'oiseau, est de 9,4 °C et le cumul annuel moyen de précipitations est de 1 610,3 mm,. Pour l'avenir, les paramètres climatiques de la commune estimés pour 2050 selon différents scénarios d'émission de gaz à effet de serre sont consultables sur un site dédié publié par Météo-France en novembre 2022.

## Urbanisme

### Typologie
Au 1er janvier 2024, Chevillard est catégorisée commune rurale à habitat dispersé, selon la nouvelle grille communale de densité à 7 niveaux définie par l'Insee en 2022.
Elle est située hors unité urbaine et hors attraction des villes,.

### Occupation des sols
L'occupation des sols de la commune, telle qu'elle ressort de la base de données européenne d’occupation biophysique des sols Corine Land Cover (CLC), est marquée par l'importance des forêts et milieux semi-naturels (64,5 % en 2018), une proportion identique à celle de 1990 (64,5 %). La répartition détaillée en 2018 est la suivante : 
forêts (64,5 %), zones agricoles hétérogènes (35,5 %).
L'évolution de l’occupation des sols de la commune et de ses infrastructures peut être observée sur les différentes représentations cartographiques du territoire : la carte de Cassini (XVIIIe siècle), la carte d'état-major (1820-1866) et les cartes ou photos aériennes de l'IGN pour la période actuelle (1950 à aujourd'hui).

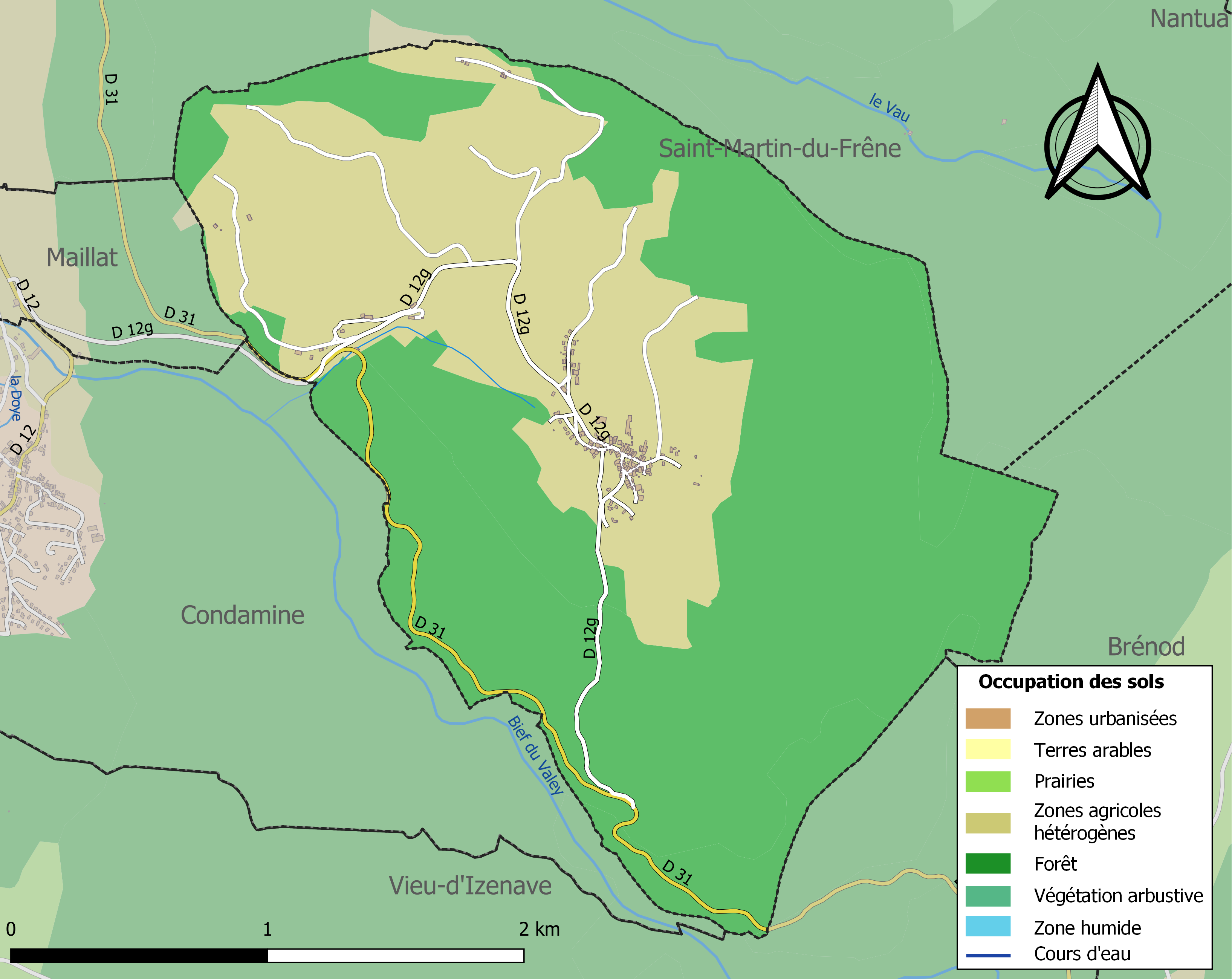
Carte des infrastructures et de l'occupation des sols de la commune en 2018 (CLC).

## Histoire
Chevillard est une commune des montagnes du Jura, traditionnellement tournée vers l'agriculture de moyenne montagne. Ces vaches produisent du lait destiné à la fabrication du comté.
Chevillard était un hameau de Saint-Matin-du-Fresne. Ayant demandé l’indépendance, celle-ci sera accordée à partir de 1693.
Le gentilé Savorêt est dû à une coutume : quand l'hiver arrivait, les habitants prenait un os à moelle de leur travail, qu'ils faisaient tremper dans leur soupe, ce qui lui donnait un goût savoureux. Ils se faisaient passer cet os dans tout le village, d'où le nom de Savorêt.

## Politique et administration

### Découpage territorial
La commune de Chevillard est membre de l'intercommunalité Haut-Bugey Agglomération, un établissement public de coopération intercommunale (EPCI) à fiscalité propre créé le 1er janvier 2014 dont le siège est à Oyonnax. Ce dernier est par ailleurs membre d'autres groupements intercommunaux.
Sur le plan administratif, elle est rattachée à l'arrondissement de Nantua, au département de l'Ain et à la région Auvergne-Rhône-Alpes. Sur le plan électoral, elle dépend du canton de Plateau d'Hauteville pour l'élection des conseillers départementaux, depuis le redécoupage cantonal de 2014 entré en vigueur en 2015, et de la cinquième circonscription de l'Ain pour les élections législatives, depuis le dernier découpage électoral de 2010.

### Administration municipale
| Période    | Période    | Identité              | Étiquette | Qualité                   |
| ---------- | ---------- | --------------------- | --------- | ------------------------- |
| 1945       | 1953       | Albert Grasset        |           | Réélu en 1947             |
| 1953       | 1971       | Auguste Rolandez      |           | Réélu en 1959 et 1965     |
| 1971       | 1975       | Georges Grasset       | ALIM      | Décédé en cours de mandat |
| 1975       | 1995       | Raymond Martin        |           | Réélu en 1983 et 1989     |
| 1995       | 2003       | Maxime Grasset        |           | Réélu en 2001             |
| 2003       | 2014       | Jean-Yves Nallet      | DVG       | Réélu en 2008             |
| 2014       | 2015       | Jean-Paul Rolandez    |           | Décès en cours de mandat  |
| 2015       | 2020       | Éric Dodard           |           |                           |
| 23-05-2020 | 27-11-2020 | François-Marie Monnet |           | Démission                 |
| mai 2021   | En cours   | Alain Brochard        |           |                           |

En 2015 et à la suite du décès de Jean-Paul Rolandez, Éric Dodard devient maire de la commune.

### Projet de fusion
Il existait un projet de fusion avec les communes voisines de Condamine et de Vieu-d'Izenave

## Population et société

### Démographie
L'évolution du nombre d'habitants est connue à travers les recensements de la population effectués dans la commune depuis 1793. Pour les communes de moins de 10 000 habitants, une enquête de recensement portant sur toute la population est réalisée tous les cinq ans, les populations de référence des années intermédiaires étant quant à elles estimées par interpolation ou extrapolation. Pour la commune, le premier recensement exhaustif entrant dans le cadre du nouveau dispositif a été réalisé en 2005.
En 2022, la commune comptait 149 habitants, en évolution de −2,61 % par rapport à 2016 (Ain : +5,15 %, France hors Mayotte : +2,11 %).
| 1793 | 1800 | 1806 | 1821 | 1831 | 1836 | 1841 | 1846 | 1851 |
| ---- | ---- | ---- | ---- | ---- | ---- | ---- | ---- | ---- |
| 260  | 272  | 291  | 265  | 273  | 272  | 278  | 289  | 281  |

| 1856 | 1861 | 1866 | 1872 | 1876 | 1881 | 1886 | 1891 | 1896 |
| ---- | ---- | ---- | ---- | ---- | ---- | ---- | ---- | ---- |
| 251  | 249  | 259  | 255  | 261  | 288  | 276  | 272  | 275  |

| 1901 | 1906 | 1911 | 1921 | 1926 | 1931 | 1936 | 1946 | 1954 |
| ---- | ---- | ---- | ---- | ---- | ---- | ---- | ---- | ---- |
| 269  | 255  | 237  | 211  | 180  | 196  | 189  | 172  | 174  |

| 1962 | 1968 | 1975 | 1982 | 1990 | 1999 | 2005 | 2006 | 2010 |
| ---- | ---- | ---- | ---- | ---- | ---- | ---- | ---- | ---- |
| 153  | 126  | 116  | 132  | 137  | 132  | 173  | 180  | 162  |

| 2015 | 2020 | 2022 | - | - | - | - | - | - |
| ---- | ---- | ---- | - | - | - | - | - | - |
| 156  | 152  | 149  | - | - | - | - | - | - |

## Économie
Chevillard est située dans la zone de production AOP du comté.

## Culture et patrimoine

### Monuments

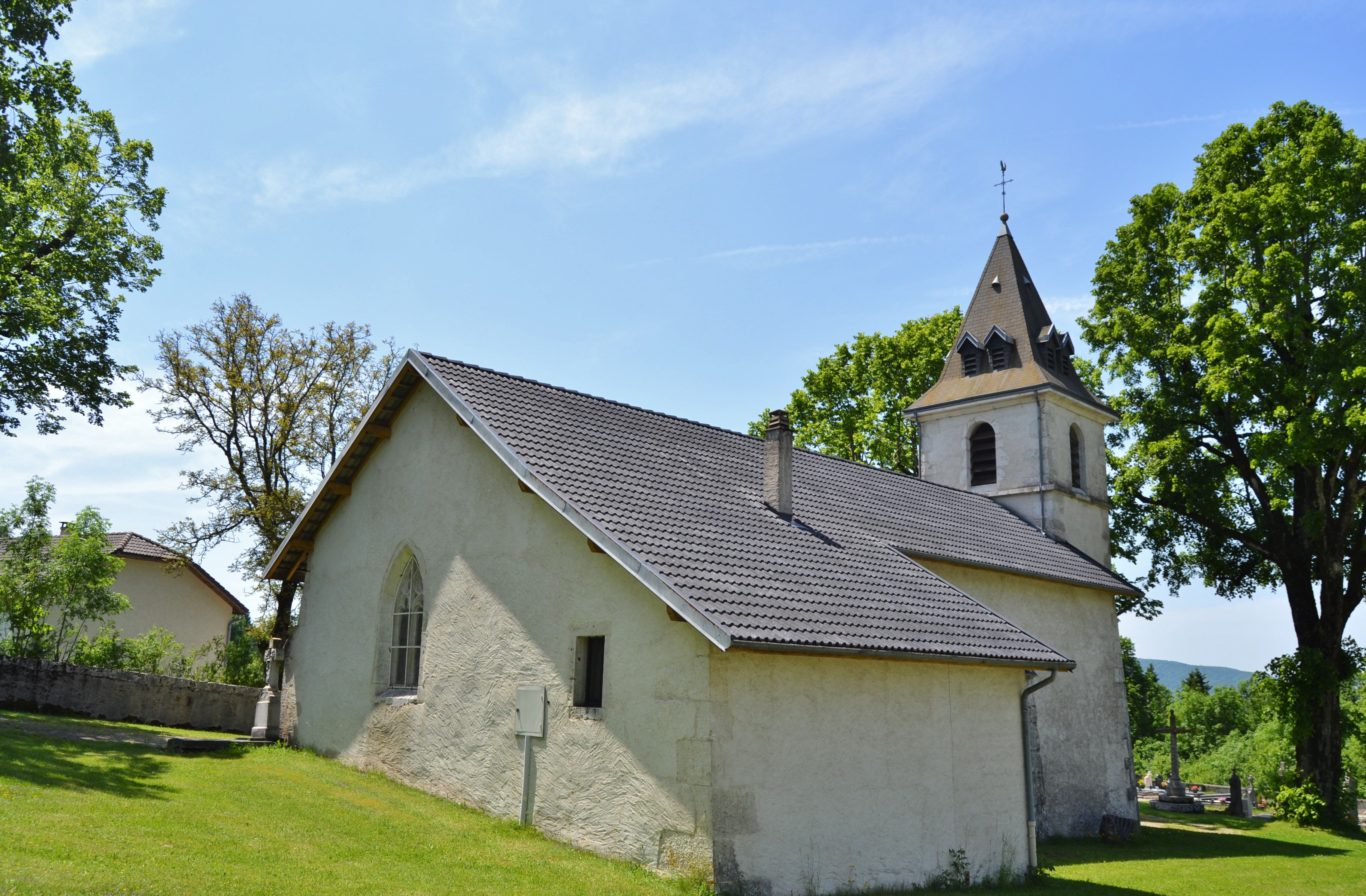
L'église Saint-Théodule de Chevillard.

- L'église paroissiale Saint-Théodule.